# ستايسي إيرل (مغنية)
ستايسي إيرل (بالإنجليزية: Stacy Earl)‏ هي مغنية أمريكية، ولدت في 25 ديسمبر 1962 في بوسطن في الولايات المتحدة.

## وصلات خارجية
- ستايسي إيرل على موقع IMDb (الإنجليزية)
- ستايسي إيرل على موقع ميوزك برينز (الإنجليزية)
- ستايسي إيرل على موقع قاعدة بيانات الفيلم (الإنجليزية)